# Índice de justicia social

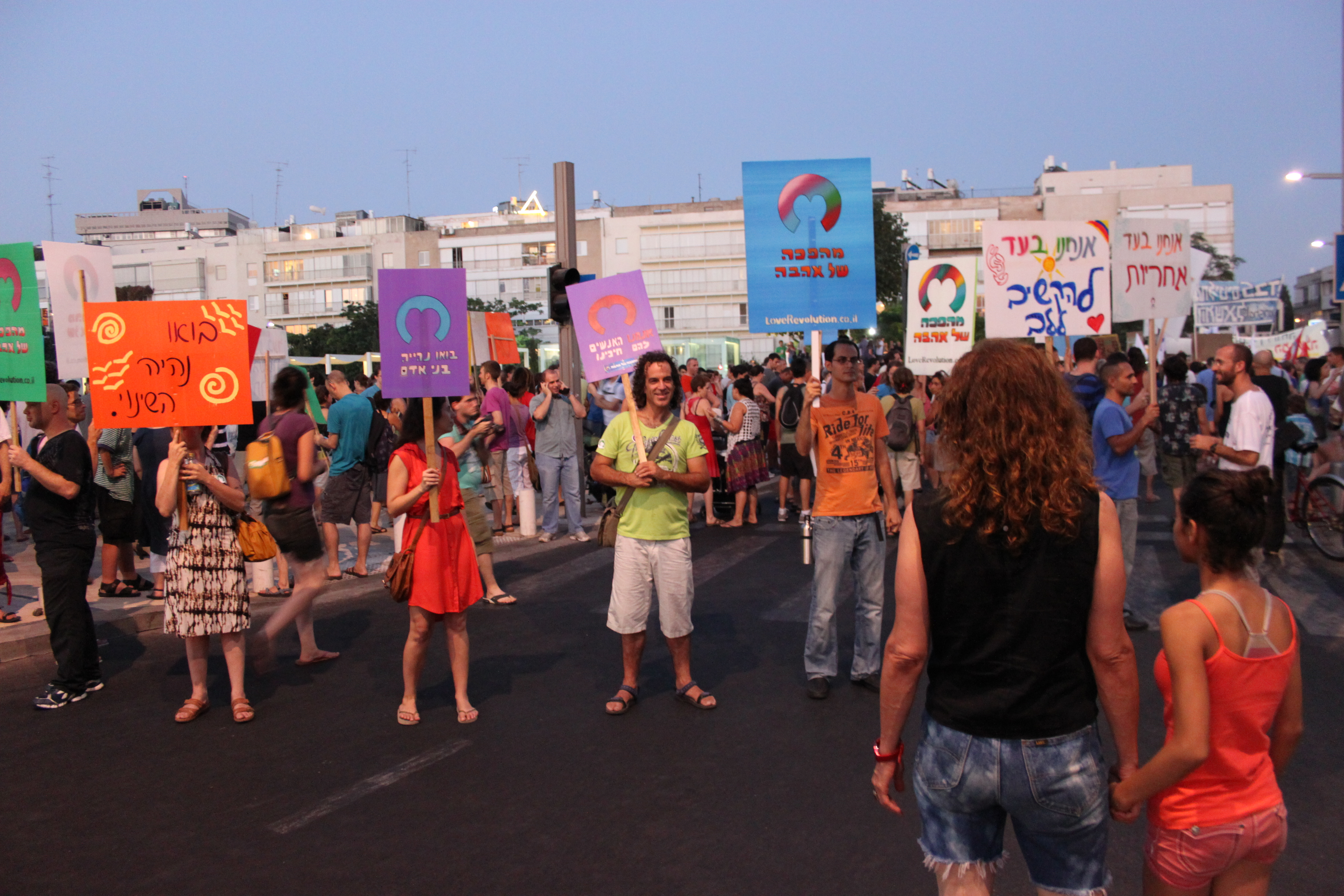
Manifestación por la justicia social el 14 de julio de 2012 en Tel Aviv.

Un índice de justicia social es un conjunto de números que se han calculado ponderando varios indicadores de varias entidades, generalmente países, pero también regiones o empresas. Estos indicadores se consideran relacionados con la justicia social.
El Índice de justicia social de la Unión Europea, publicado en septiembre de 2015 por Bertelsmann Stiftung (la Fundación Bertelsmann), se basa en 35 indicadores. El número más alto (7,48) corresponde a Suecia, mientras que el más bajo (3,57) se asigna a Grecia.
El Índice de justicia social en la UE y la OCDE, publicado en septiembre de 2019 también por la Fundación Bertelsmann, clasifica a 41 países, desde el más alto (7,90, Islandia) hasta el más bajo (4,76, México). Considera 6 dimensiones de la justicia social: prevención de la pobreza, educación equitativa, acceso al mercado laboral, inclusión social y no discriminación, justicia intergeneracional y salud.  Para algunos países, como Suecia, este índice se calcula desde 2009 y cada 2 o 3 años.
El Índice de justicia social de Adasina es un índice bursátil de alrededor de 9 000 valores que cotizan en bolsa. Adasina es una compañía de análisis financiero. Estas acciones de empresas se incluyen en este índice (o se excluyen de él) juzgando la actuación de cada empresa de acuerdo con 4 criterios: justicia racial, justicia de género, justicia económica y justicia climática. El Índice de justicia social de Adasina está diseñado para apoyar los movimientos progresistas.